# Venezillo cacahuampilensis
Venezillo cacahuampilensis är en kräftdjursart som först beskrevs av Bilimek 1867.  Venezillo cacahuampilensis ingår i släktet Venezillo och familjen Armadillidae. Inga underarter finns listade i Catalogue of Life.